# Neseblod Records
L'etichetta indipendente Neseblod Records è stata fondata nel 2003 a Schweigaardsgate 56 a Oslo dove dal 1991 al 1993 aveva sede il negozio di musica Helvete (inferno in norvegese) del chitarrista dei Mayhem Euronymous che era titolare anche dell'etichetta discografica Deathlike Silence Productions, specializzata nel black metal.
L'etichetta è stata fondata da Kenneth Anker Nilsen, cantante del gruppo thrash metal dei Waklevören, il nome dell'etichetta in italiano significa "epistassi", all'interno del negozio-casa discografica c'è il Black Metal Museum dedicato alla storia della musica black metal.

## Dischi usciti con la Neseblod Records
- Nocturnal Breed - Motörmouth (2004) - vinile 7"
- Waklevören - Brutal Agenda (2006) - demo CD e LP
- Aura Noir - The Merciless (2007) - ristampa
- Waklevören - Tiden Lager Alle Sår (2007) - EP
- Aura Noir - Black Thrash Attack (2008) - ristampa
- Fuck You All - Fuck You All (2009)
- Aura Noir - Hades Rise (2010) - ristampa
- Waklevören - De Dødes Arkiv (2010)
- Kreft - Lommemannen EP (2011)
- Carpathian Forest - Bloodlust And Perversion (2012) - ristampa
- Regress FF - Regress FF (2015)
- Bjørn Erik Haugen - By the Road  (2015) - vinile 12"
- Enter Obscurity - Enter Obscurity (2015) - EP

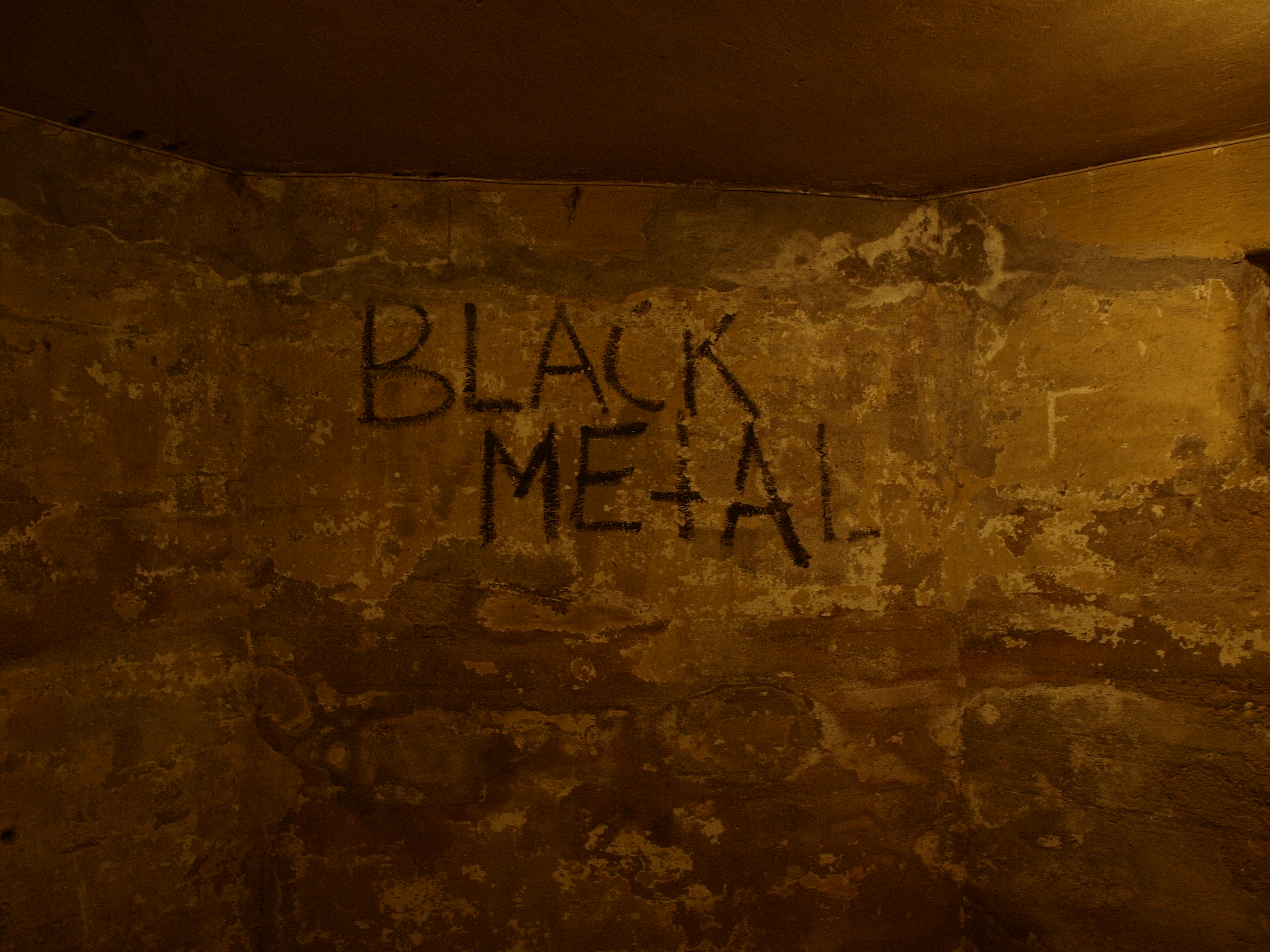
Graffito risalente ai primi anni '90 nei sotterranei dell'ex negozio Helvete ora Neseblod Records

- Barashi - Barashi (2015) - EP 7"